# 김지성 (1924년)
김지성(한국 한자: 金智星, 1924년 11월 7일 ~ 1982년 11월 12일)은 대한민국의 전 축구 선수이자 전 축구 지도자로 과거 포지션은 미드필더였다.

## 선수 시절
연세대학교 졸업 후 1954년 FIFA 월드컵에 대한민국 대표팀의 일원으로 참가하였고 이후 1954년 아시안 게임과 1958년 아시안 게임에 참가하여 2회 연속 아시안 게임 은메달 획득에 공헌했으며 1956년 AFC 아시안컵에도 참가하여 팀의 우승을 맛보았다.

## 은퇴 이후
모교인 연세대학교의 코치로 지도자 생활을 시작한 뒤 24년간 연세대학교의 감독으로 팀을 이끌었고 이 와중에도 대한민국 국가대표팀의 트레이너, 한국대학축구연맹과 대한축구협회 이사직을 수행하는 등 여러 방면에서 다양한 활동을 이어갔으며 1982년 폐암 진단을 받은 직후 몸이 쇠약해지면서 같은 해 11월 12일 연세대학교 세브란스병원에서  향년 59세를 일기로 생을 마감했다.

## 수상
대한민국
- 아시안 게임 : 은메달 (1954, 1958)
- AFC 아시안컵 : 우승 (1956)